# Franz Josef Huber (Politiker)
Franz Josef Huber (* 3. Mai 1894 in Hafenreut bei Kaisheim; † 9. Mai 1955 in Donauwörth) war ein deutscher Politiker (SPD) und Abgeordneter im Bayerischen Landtag.
Franz Josef Huber absolvierte im Jahr 1918 sein Abitur und seinen Militärdienst. Im selben Jahr trat er der SPD bei. 1921 schloss er sein Studium der Rechts- und Staatswissenschaften ab. Bis Anfang 1945 arbeitete er als Steuer- und Devisenberater in Berlin und schrieb als Mitarbeiter an diversen steuerrechtlichen Fachzeitschriften mit. 
1945 war Huber Mitbegründer der SPD in Donauwörth. In der ersten (1946–1950) und zweiten (1950–1954) Wahlperiode war er Mitglied des Bayerischen Landtages. Unter anderem war Huber Vorsitzender des Ausschusses für Rechts- und Verfassungsfragen.